# Phragmanthera dschallensis
Phragmanthera dschallensis är en tvåhjärtbladig växtart som först beskrevs av Adolf Engler, och fick sitt nu gällande namn av Michael George Gilbert. Phragmanthera dschallensis ingår i släktet Phragmanthera och familjen Loranthaceae. Inga underarter finns listade i Catalogue of Life.